# Pteris plumbea
Pteris plumbea är en kantbräkenväxtart som beskrevs av Christ. Pteris plumbea ingår i släktet Pteris och familjen Pteridaceae. Inga underarter finns listade.